# 李葵
李葵（1454年—？），字朝陽，河南潁川衛人，軍籍，明朝政治人物。

## 生平
河南鄉試第十九名舉人，成化二十三年（1487年）中式丁未科會試第十名，三甲第六十六名進士。

## 家族
曾祖李綱；祖父李貴；父李琮，義官。母嚴氏。慈侍下。弟蘭。兄李蘭，義官。